# Elzász
Elzász (elzászi nyelven Elsàss, németül: Elsass vagy Elsaß, franciául: Alsace) Franciaország egyik északkeleti régiója volt 2015. végéig. 2016. január 1-jén Elzász, Champagne-Ardenne és Lotaringia egyesült, mindhárom az újonnan alakult Grand Est régió része lett, melynek székhelye Strasbourg.

## Földrajz

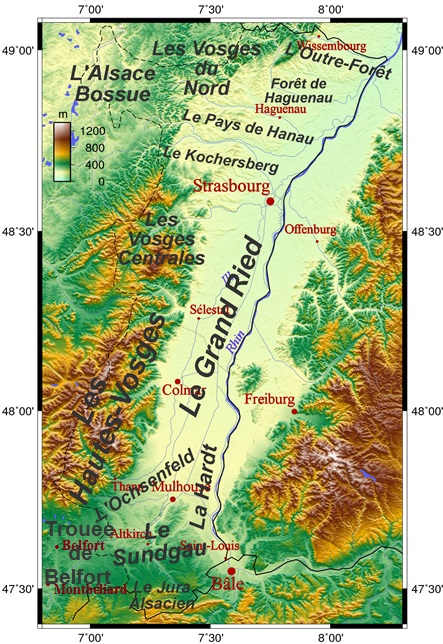
Elzász domborzati térképe

Nyugaton a Vogézek hegyvidéke található, keleten a Rajna völgye. A Rajna keleti határfolyó is. Délen egy kis rész a Jura hegységbe esik.
A régió hossza négyszerese szélességének. Éghajlata fél-kontinentális, hideg, csapadékmentes telekkel és meleg nyarakkal. Legmagasabb pontja 1424 méter magas, neve Grand Ballon. Nyugatról a hegyek elzárják a csapadékot a régiótól. Németország, Svájc, illetve Lotaringia és Franche-Comté régiók határolják. Franciaország második legszárazabb városa is Elzászban található: ez Colmar, ahol az évi csapadék nem éri el az 550 millimétert sem.

## Története

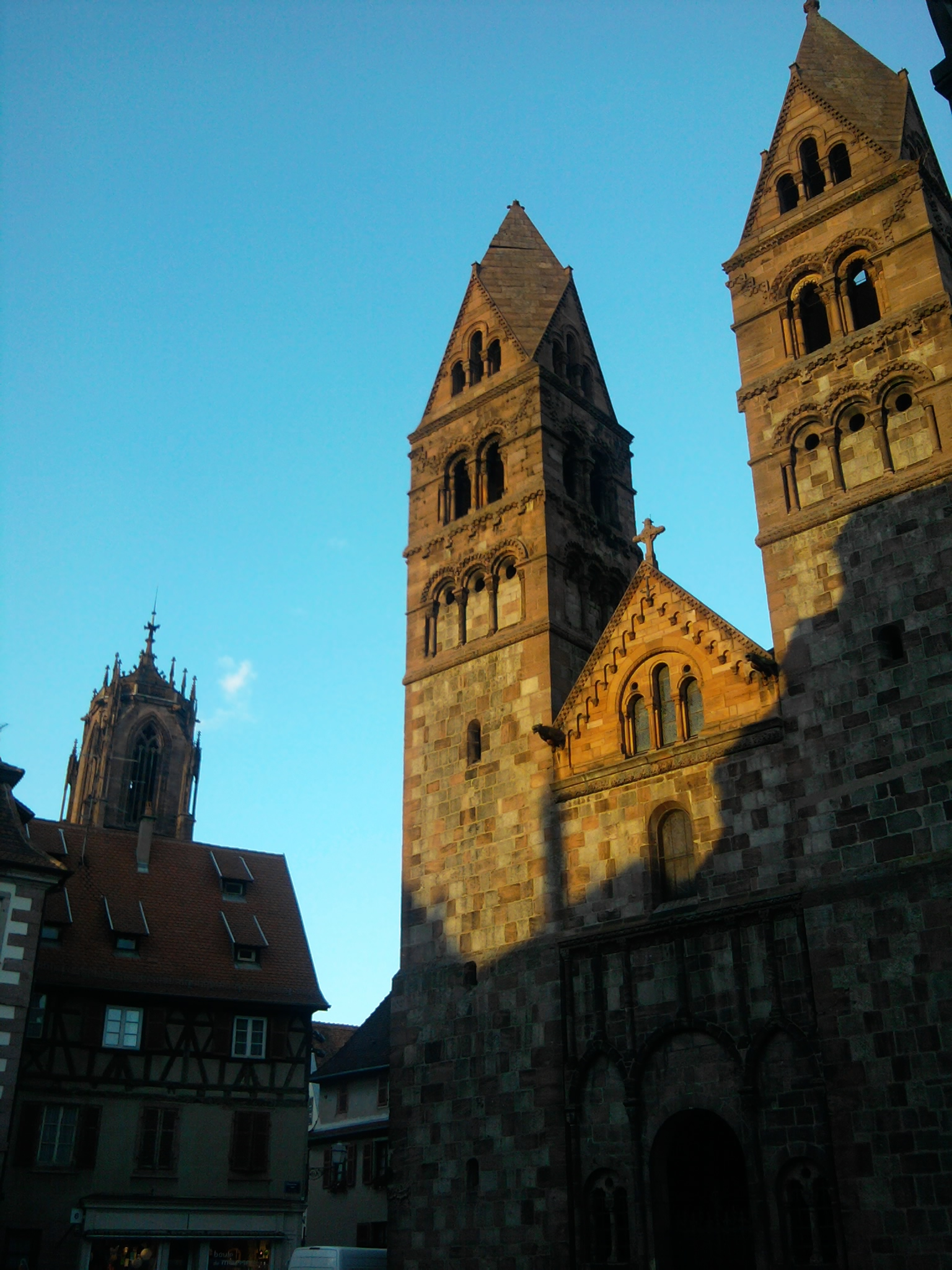
Sélestat

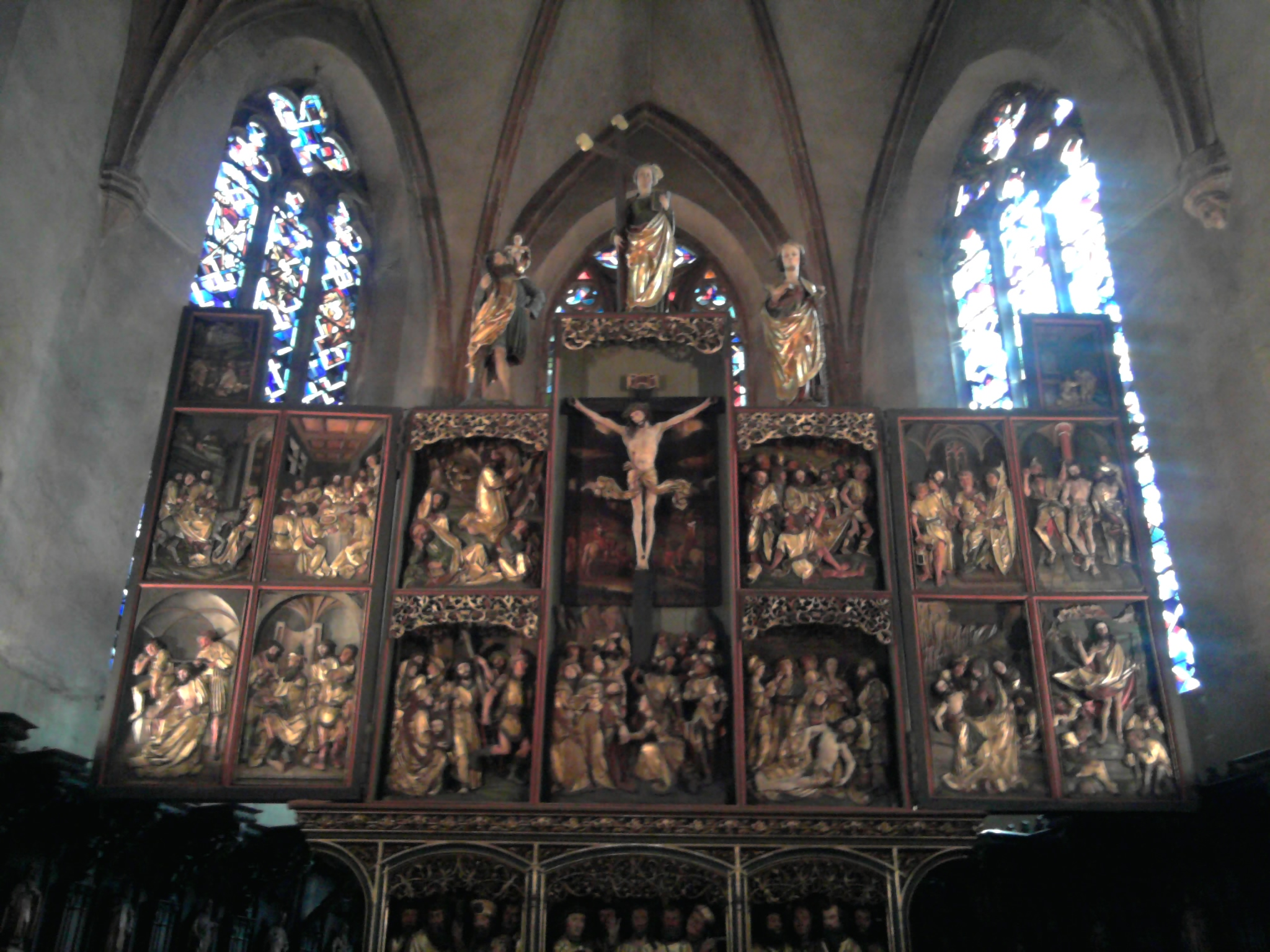
A kaysersbergi templom oltára

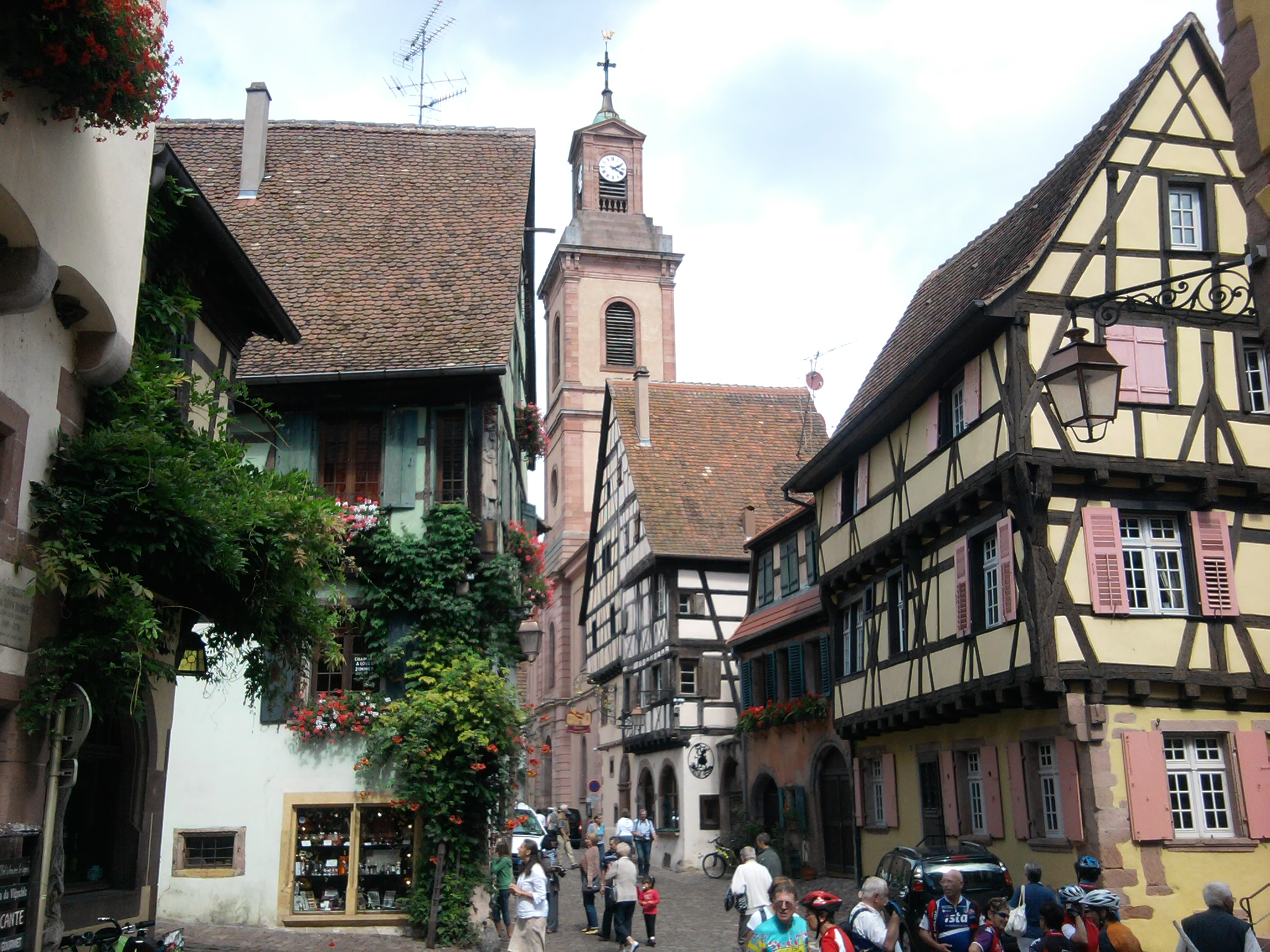
Riquewihr

Strasbourg-i Európa Tanács épülete

Területe már több mint 7400 évvel ezelőtt is lakott volt. Kr. e. 1500-ig nomád vadászok lakták a területet; később azonban kelta törzsek telepedtek le. Kr. e. 58-ban megjelentek a rómaiak, és a birodalmukhoz csatolták Elzászt. Ekkor alakult ki a területen a borászat. A világbirodalom hanyatlásával az alemannok kezére került, majd a Német-római Birodalom fejedelmei szállták meg. Nyugalmat csak I. Frigyes német-római császár uralkodása hozott: tartományt alapított. Strassburg is ekkor indult virágzásnak: a Párizsból Bécsen át keletre tartó kereskedők megállóhelye lett. 1639-ben Franciaország megszállta a területet, mely így kicsúszott a Habsburgok spanyol ágának kezéből. Hét évvel később több mint egymillió tallérért a megmaradt, felső elzászi területeket is eladták a franciáknak. 
1870-ben, a porosz–francia háborút igencsak megsínylették az itt élők: III. Napóleon támadó hadművelete összeomlott, Poroszország és az Északnémet Szövetség csapatai letarolták a vidéket, és legyőzték Franciaország haderejét. 1871-ben Elzász-Lotaringia néven létrehoztak egy új közigazgatási egységet, „birodalmi tartomány” (Reichsland) státussal, amely – ellentétben a Német Birodalom más tartományaival – közvetlenül a német császár fennhatósága alá tartozott. Másfél milliónyi lakosából csupán 150 ezren választották régi, francia állampolgárságuk megtartását, ezzel az önkéntes száműzetést. Ezek jó része Algériában, a francia gyarmatokon telepedett le. Az elzásziak 1918-ban még egy saját köztársaságot is kikiáltottak, de földjük továbbra is nagyhatalmak csatározásainak színterévé vált. A versailles-i békeszerződés rendelkezése értelmében – Woodrow Wilson amerikai elnök tiltakozása ellenére – a győztes Franciaország ismét megkapta a területet. 1940-ben a nemzetiszocialista Harmadik Birodalom katonái vették át a hatalmat. Rá négy évre visszakerült előző gazdájához.

## Népesség
A terület lakossága 2007-ben 1 829 000 fő volt. A népesség 2030-ra 13% helyett már 20%-kal fog növekedni. A népsűrűség 221 fő/négyzetkilométer, ezzel a szárazföldi Franciaország harmadik legsűrűbben lakott területe. Jelentős német kisebbség él a határain belül, azonban pontos számukat lehetetlen meghatározni, mivel a francia nemzetfelfogás szerint Franciaországban nem léteznek más nemzetiségek, csak a francia. Az idősebb nemzedék szinte csak németül beszél és jellemzően a falvakban is egyeduralkodó a német, vagyis annak itt beszélt változata, az elzászi német[forrás?].

### Elzászi nyelv
Az elzásziak egy része egy elzászi dialektust beszélnek, amely leginkább a svájci német dialektushoz hasonlít. 1945 előtt nagyobb jelentősége volt; jelenleg csupán a lakosság 25%-ának anyanyelve, és az iskolákban már mint „idegen nyelv” oktatják. Mindezek ellenére egyike Franciaország hivatalosan elismert regionális nyelveinek. A közlekedési táblák a legtöbb helyen ma már kétnyelvűek, de régebben kizárólag franciául voltak rajta feltüntetve adatok. Saját, egyedi írásmódját ritkábban használják, beszélőinek legnagyobb része standard német betűzéssel használja az elzászit[forrás?]. Míg a felnőttek 40%-a beszéli az elzászi nyelvet, addig tíz gyerekből csupán egy használja rendszeresen. A nyelvváltás a háború után ment végbe, míg a 19. század végén a lakosság 15%-a beszélt csak (második nyelvként) franciául, 1988-ban a középiskolások 67%-a vélte úgy, hogy jobban beszél franciául, mint elzászi nyelven. Manapság az Haut-Rhin és Bas-Rhin megyékben élők 43%-a beszél elzásziul (2012), főként az idősebbek, míg 1900-ban az elzásziak 95%-a, a második világháború végén még 90,8%-a beszélte. A 60 éven felüli elzásziul beszélők aránya 74%, 18 éven aluliaké pedig 3%.

### Vallás
A régió legnagyobb része római katolikus, de jelentős protestáns kisebbség is él a területen. A reformáció idején Straßburg birodalmi szabad város és több más elzászi város már korán a reformáció fellegvára lett, a lakosság többsége mégis katolikus maradt. Ezenfelül megemlítendő a zsidó vallás is. A terület továbbra is ragaszkodik Napoléon Bonaparte Első Konzul 1801-es rendeletéhez, mely szerint ezek a felekezetek anyagi támogatást kapnak. Igen sok vallási tárgyú építészeti alkotás tanúsítja a felekezetek történelmét: leghíresebb közülük Hunawihr, Strasbourg, Domfessel, Colmar és Mulhouse katedrálisai. Jelenleg 50 „szimultán” templom létezik: ezek olyan helyek, amelyben – függetlenül az eredeti felekezettől – katolikus, református és evangélikus istentiszteleteket is tartanak.

## Önkormányzat és közigazgatás
Az elzászi régió 2 megyére (Bas-Rhin és Haut-Rhin), 13 megyei körzetre (Haguneau, Sélestat-Erstein, Wissembourg, Molsheim, Strasbourg-Campagne, Saverne, Strasbourg-Ville, Altkirch, Mulhouse, Colmar, Ribeauvillé, Geubwiller, Thann), 75 kantonra és 904 községre oszlik.
Politikailag egyszerre a legkonzervatívabb és a leginkább Európa-barát régió. Mindössze néhány régió szavazott csak igennel a 2005-ben elutasított Európai Alkotmányra, de Elzász köztük volt. Ugyanakkor két tartományban nyert csak a konzervatív jobboldal 2004-ben, Elzász szintén egyike volt.

## Közlekedés
A terület legkönnyebben az A35-ös autópályán közelíthető meg, de az A4 és A36 fizetős autóutak is átívelnek a régión. A vasúti közlekedést a TER Alsace biztosítja, részben az állami vasút által fenntartva, az ország egyik legfejlettebb vonathálózata. A TGV keleti szárnya Párizs - Strasbourg összeköttetést nyújt 2007 júniusa óta, POS néven (Paris-Ostfrankreich-Stuttgart). Külön érdekesség, hogy ez a vonal fogja majd elérni Budapestet is, a 2010-ben elkezdett fejlesztése folytán. A vízi közlekedés is számottevő: Strasbourg kikötője a második legforgalmasabb folyó menti francia kikötő. A régió két nemzetközi repülőtérrel bír: az egyik az Entzheim Strasbourgban, a másik a Bázel–Mulhouse–Freiburg-EuroAirport repülőtér, ami Franciaország hetedik legnagyobb reptere az utasok száma alapján. Ezenkívül két órán belül elérhető a Frankfurt am Main-i, a világ egyik legforgalmasabb reptere.

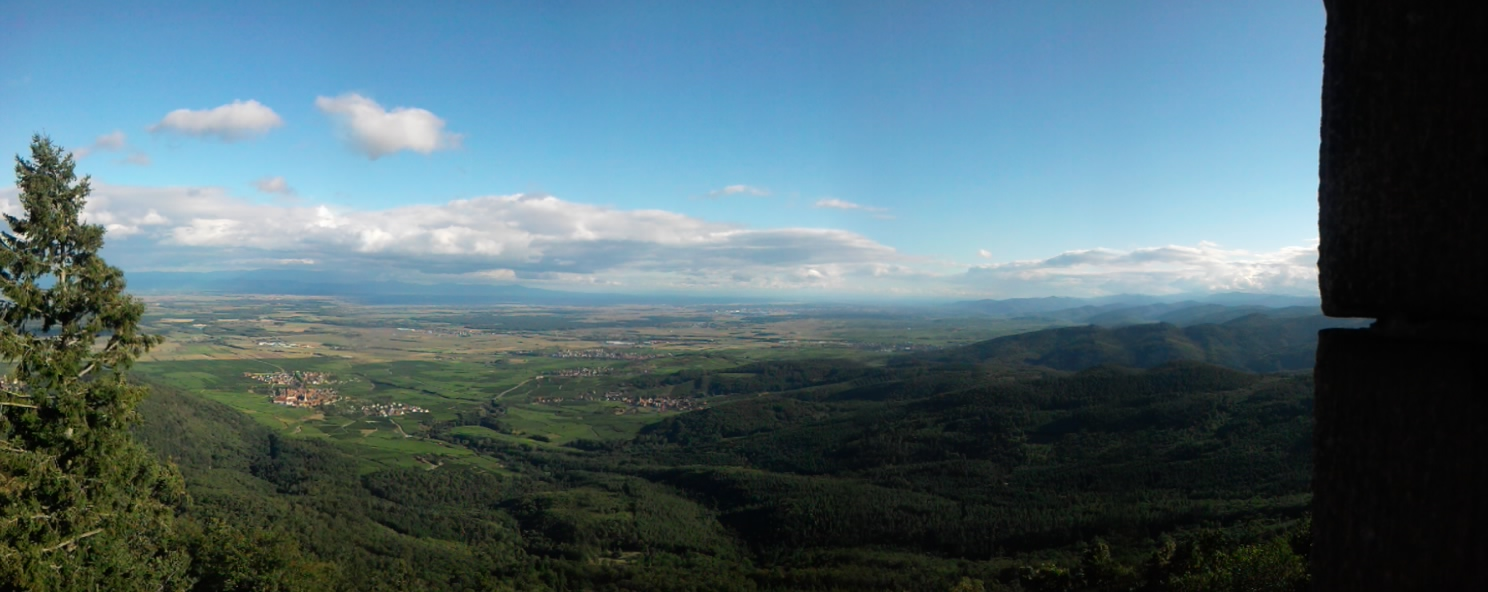
Elzászi panoráma

## Kultúra

### Gasztronómia

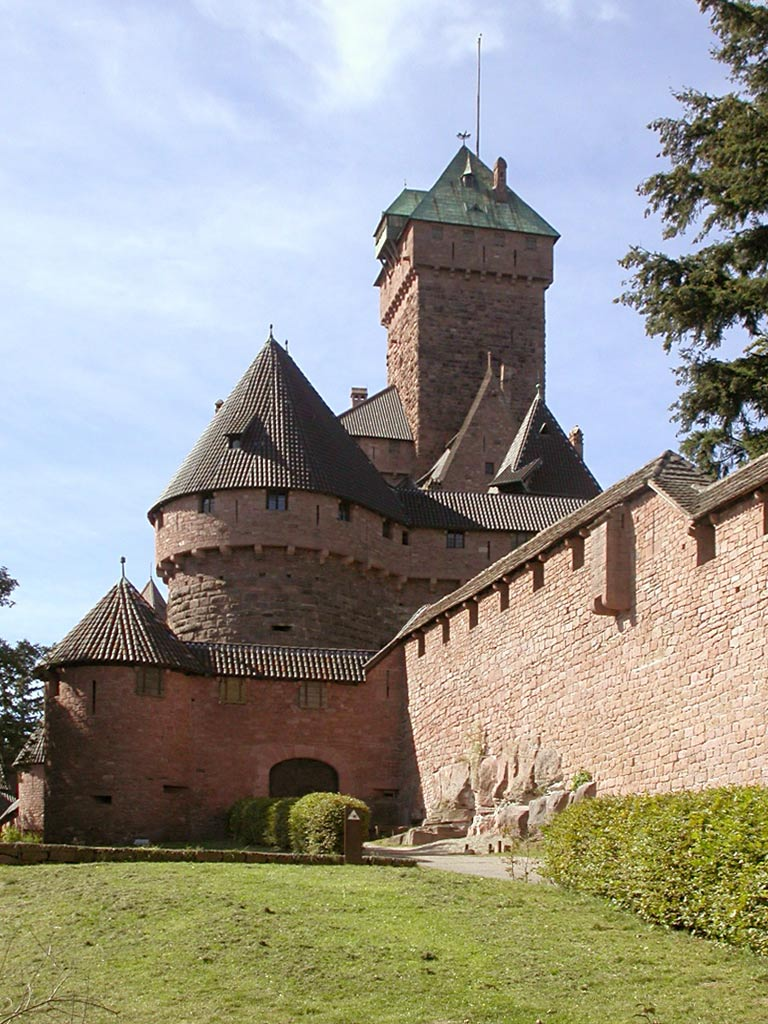
Haut-Kœnigsbourg vára

Elzász Franciaország legjelentősebb sörgyártó vidéke. A Sûrkrût kifejezés egyfajta savanyú káposztát takar (németül Sauerkraut); a másik jellegzetes étel a mézeskalács, amit sok más kekszfélével egyetemben készítenek itt, hogy a gyerekek Mikulás napján megkaphassák őket. A régió egyik leghíresebb kulináris csodája az úgynevezett borút (La Route des Vins d’Alsace), ami szőlőültetvények között vezet, három kilométerenként érint egy kis települést, ahol a vendéget minden ültetvényes szívesen lát egy kis borkóstolóra. Főként a fehérborok híresek erről a vidékről, mint például a rizling vagy a muskotályos. Ezenkívül nagy népszerűségnek örvend még a strasbourgi kuglóf is. A fentieken kívül gyümölcsleveiről, ásványvizeiről és a strasbourgi kolbászról is híres ez a terület. Említésre méltó még a habzóbor és a pezsgő közötti átmenetet képező Crémant is.

### Építészet
Elzász építészete igencsak egyedi. Egy hagyományos elzászi ház falazata fából és kukoricacsőből készül, tetejét lapos cserepek óvják. Földszintjük mindig kőből készül. Ez alapvetően négy tényezőnek köszönhető:
- A Vogézek közelsége, ahol jó minőségű fa található.
- A földrengéseknek a fa jobban ellenáll, mint a kő, ezért szinte csak ezt használták.
- A tűzesetek miatt kezdték el az alsó szinteket kőből építeni, hogy a tűz egyik házról ne terjedhessen át a másikra.
- A Rajna áradásai miatt a fából készült házakat könnyedén lehetett egyik helyről a másikra vinni, és ott újra felállítani.

A tizenkilencedik századtól kezdődően a fával fedett részeket fehérre festették az akkori művészeti irányzat szellemében. A kormány az egységesség érdekében bátorította ezt, így a mai házak nagy része egységesen fehér – a legtöbben inkább a pénzügyi támogatás miatt, semmint a divatot követve voltak hajlandóak újrafesteni házukat.